# عدد استروهال
عدد استروهال (به انگلیسی: Strouhal number) یک عدد بدون بعد می باشد که در دینامیک سیالات برای توصیف مکانیسم جریان نوسانی سیال مورد استفاده قرار می گیرد.این عدد به افتخار وینسنت استروهال(به انگلیسی: Vincenc Strouhal) فیزیک‌دان اهل جمهوری چک نامگذاری شده‌است و به صورت زیر تعریف می‌گردد:

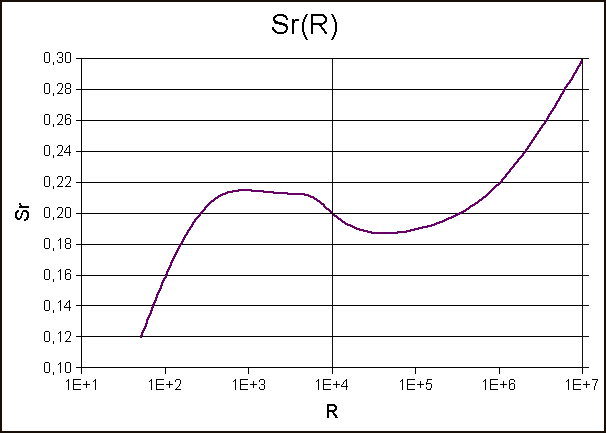
عدد استروهال (Sr) به‌عنوان تابعی از عدد رینولدز (R)؛ برای یک‌استوانهٔ دایره‌ای بلند.

{\displaystyle \mathrm {St} ={fL \over V},}
که در این رابطه:
- {\displaystyle St} عدد استروهال
- {\displaystyle f} فرکانس نوسانات
- {\displaystyle L} طول مشخصه(مثلاً قطر هیدرولیک)
- {\displaystyle V} سرعت سیال